# X-Catzín
X-Catzín es una localidad del municipio de Chemax en el estado de Yucatán, México.

## Toponimia
El nombre (X-Catzín) proviene del idioma maya.

## Hechos históricos
- En 1990 cambia su nombre de Catzín a X-Catzín.

## Demografía
Según el censo de 2005 realizado por el INEGI, la población de la localidad era de 1757 habitantes, de los cuales 886 eran hombres y 871 eran mujeres.
| 106                         | 132 | 189 | 215 | 316 | 385 | 480 | 937 | 1161 | 1459 | 1757 |
| (Fuente: INEGI [Consultar]) |     |     |     |     |     |     |     |      |      |      |